# Donato Oliverio
Donato Oliverio (Cosenza, 5 marzo 1956) è un vescovo cattolico italiano di etnia arbëreshe, dal 12 maggio 2012 eparca di Lungro degli Italo-Albanesi.

## Biografia

### Origini
Donato Oliverio è nato il 5 marzo 1956 a Cosenza, facente parte dell'arcidiocesi di Cosenza-Bisignano, in Italia. La sua famiglia era di etnia arbëreshë, una minoranza etno-linguistica che migrò dall'Albania tra il XV e il XVIII secolo nell'Italia meridionale. Erano inoltre fedeli della Chiesa cattolica italo-greca.

### Formazione
Dopo aver compiuto gli studi primari nella città natale, ha deciso di seguire la sua vocazione sacerdotale, così nel 1969 è entrato nel Seminario Eparchiale di San Basile di Cosenza per poi passare al Seminario di Grottaferrata, dove ha conseguito la maturità classica. Si è poi trasferito a Roma dove è stato alunno del Pontificio Collegio Greco di Sant'Atanasio e della Pontificia università "San Tommaso d'Aquino", dove ha conseguito un Baccalaureato in filosofia e teologia. Ha anche studiato presso il Pontificio Istituto Orientale, dove ha ottenuto una licenza in scienze ecclesiastiche orientali.

### Ministero sacerdotale
Dopo il ritorno dal soggiorno romano, è stato ordinato presbitero il 17 ottobre 1982, nella Cattedrale di San Nicola di Mira a Lungro, per mano di Giovanni Stamati, eparca di Lungro. Non molto tempo dopo, l'8 dicembre successivo, è stato assegnato come parroco e amministratore della chiesa di San Giuseppe nel comune di San Benedetto Ullano, paese di cultura albano-bizantina, nella frazione di Marri. L'anno successivo, nel 1983, è stato nominato direttore dell'Ufficio Catechistico Eparchiale, ricoprendo tale incarico fino al 2003.
Nel 1985 è divenuto membro dell'Istituto per il Sostentamento del Clero e dal 1988 al 2003 è stato Segretario dell'Istituto di Scienze Religiose di Lungro. Nel 1993 è stato nominato membro del Consiglio Presbiterale. È stato anche segretario generale della prima Assemblea Eparchiale di Lungro e segretario generale del II Sinodo Intereparchiale. Nel 1998 è stato nominato economo eparchiale. Dal 2002 al 2003 è stato moderatore della Curia diocesana e pro-protosincello, fino a che è stato promosso alla carica protosincello, incarico svolto sino al 2010. Quando, il 10 agosto 2010, Salvatore Nunnari è stato nominato amministratore apostolico dell'eparchia, egli ha nominato mons. Oliverio come delegato ad omnia dell'omonima.
Egli sa parlare correttamente, come tutti gli arbëreshë, l'albanese e l'italiano. Inoltre, durante il suo percorso di studio, ha imparato a parlare il francese ed il greco. Ha anche curato l'edizione italiana del Lezionario Apostolos ed ha pubblicato alcuni articoli di catechesi e di iconologia.

### Ministero episcopale
Dopo la rinuncia per motivi d'età del settantaseienne eparca Ercole Lupinacci, Papa Benedetto XVI, il 12 maggio 2012, lo ha nominato come nuovo eparca di Lungro degli Italo-Albanesi. La sua consacrazione episcopale è avvenuta il 1º luglio successivo, per l'imposizione delle mani dell'eparca Ercole Lupinacci, assistito dal gesuita slovacco Cyril Vasiľ, arcivescovo titolare, titolo personale, di Tolemaide di Libia e segretario della Congregazione per le Chiese Orientali, e da Salvatore Nunnari, arcivescovo di Cosenza-Bisignano.
Nel suo messaggio ai fedeli dell'eparchia di Lungro, il nuovo pastore si è rivolto soprattutto ai giovani e ai presbiteri, ai quali, dopo aver ricordato la necessità di sviluppare la tradizione bizantina in Italia in unione con quelle presenti sin d'oggi e nel rispetto del “Direttorio Ecumenico”, ha detto: “Occorre guardare con speranza al futuro perché l'Eparchia di Lungro, la Chiesa Italo-Albanese, gli Italo-Albanesi, hanno un grande avvenire sia dal lato spirituale religioso che da quello culturale, sociale e umano”.
Tra i messaggi culturali mandati ai fedeli italo-albanesi è rilevante quello del 2012 in occasione della festa di San Nicola di Mira, patrono di Lungro e dell'Eparchia degli Italo-Albanesi continentali. L'eparca Donato Oliverio ha voluto commemorare il primo centenario dell'Indipendenza dell'Albania, ricordando che il popolo albanese sparso in Italia è sempre rimasto legato alla madre patria, soprattutto per il legame linguistico e religioso degli antichi Padri. "Questa forma di fedeltà - ha continuato Mons. Oliverio - è stata premiata con la istituzione, nel 1919, voluta da Papa Benedetto XV, dell'Eparchia degli Italo-Albanesi continentali a Lungro". Infine è stato ricordato il compianto Mons. Giovanni Stamati, che "[...]nel 1968 ha introdotto ufficialmente nella divina liturgia bizantina di San Giovanni Crisostomo la lingua albanese, che tutt'oggi, nei paesi che formano l'eparchia, viene cantata a Gloria di Dio. Noi siamo fiduciosi - ha concluso - che sacerdoti, laici e giovani possano oggi recarsi in Albania, come studiosi, per meglio conoscere la lingua e la letteratura propria, in maniera tale che l'Arberia possa vivere e nel contempo rinascere".
Il 6 novembre 2018 è stato insignito da Ilir Meta, presidente della Repubblica d'Albania, dell'onorificenza di Cavaliere dell’Ordine di Skanderbeg per la sua grande dote di essere sempre alla ricerca della Gloria di Dio.

## Genealogia episcopale e successione apostolica
La genealogia episcopale è:
- Arcivescovo Atanas Mihajlov Chalakov
- Arcivescovo Nilo Isvoroff
- Vescovo Michel Petkoff
- Arcivescovo Michel Miroff
- Eparca Isaias Papadopoulos
- Eparca Giovanni Mele
- Eparca Giovanni Stamati
- Eparca Ercole Lupinacci
- Eparca Donato Oliverio

La successione apostolica è:
- Arcivescovo Giorgio Demetrio Gallaro (2015)